# روبرت مون
روبرت مون (بالإنجليزية: Rupert Moon)‏ هو لاعب اتحاد الرغبي بريطاني، ولد في 1 فبراير 1968 في برمنغهام في المملكة المتحدة.